# Equação de Vlasov
A equação de Vlasov é uma equação diferencial descrevendo a evolução no tempo de uma função distribuição de plasma consistindo de partículas carregadas com interações de longo alcance (por exemplo, a interação de Coulomb). A equação foi primeiramente sugerida para a descrição de plasma por Anatoly Vlasov em 1938 (ver também ) e posteriormente discutida por ele em detalhes em uma monografia.

## Dificuldades da abordagem cinética padrão
Primeiramente, Vlasov argumenta que a abordagem baseada na kinetic padrão sobre a equação de Boltzmann tem dificuldades quando aplicada a uma descrição do plasma com interação de Coulomb de longa distância.

## Literatura recomendada
- A. A. Vlasov, Many-Particle Theory and Its Application to Plasma, Gordon and Breach, 1961.